# Mesterholdenes Europa Cup 1961-62
Mesterholdenes Europa Cup 1961-62 var den syvende sæson af den Mesterholdenes Europa Cup. Turneringen blev vundet af Benfica for anden gang i træk, ved at slå Real Madrid 5-3 på Olympisch Stadion i Amsterdam.
Malta havde sin mester med for første gang i denne sæson.

## Indledende runde
Lodtrækningen til den indledende runde fandt sted i København, Danmark tirsdag den 4. juli 1961. Som titlen indehavere gik Benfica direkte videre, og de resterende 28 hold var inddelt geografisk i to lag. Det første hold trukket i hver pulje gik også direkte videre til næste runde, mens de resterende klubber skulle spille første runde i september.
|             | Pot 1 Nordeuropa | Pot 2 Sydeuropa                                                                                                |
| ----------- | --- | --- |
| Udtrukket   | Nordirland England Vest-Tyskland Øst-Tyskland Polen Norge Sverige Danmark Holland Frankrig Republikken Irland Belgien Luxembourg Skotland | Spanien Portugal Schweiz Østrig Rumænien Bulgarien Grækenland Tjekkoslovakiet Ungarn Jugoslavien Italien Malta |
| Oversiddere | Haka | Fenerbahçe |

Kalenderen blev besluttet af de involverede hold, med alle kampe til at blive spillet den 30. september.
| Hold 1           | Samlet | Hold 2            | 1. kamp | Returkamp |
| ---------------- | ------ | ----------------- | ------- | --------- |
| Steaua Bucureşti | 0–2    | Austria Wien      | 0–0     | 0–2       |
| Nürnberg         | 9–1    | Drumcondra        | 5–0     | 4–1       |
| Servette         | 7–1    | Hibernians        | 5–0     | 2–1       |
| CDNA Sofia       | 5–6    | Dukla Prag        | 4–4     | 1–2       |
| IFK Göteborg     | 2–11   | Feyenoord         | 0–3     | 2–8       |
| Górnik Zabrze    | 5–10   | Tottenham Hotspur | 4–2     | 1–8       |
| Standard Liège   | 4–1    | Fredrikstad       | 2–1     | 2–0       |
| Vorwärts Berlin  | 3–0    | Linfield          | 3–0     | n/p       |
| AS Monaco        | 4–6    | Rangers           | 2–3     | 2–3       |
| Sporting CP      | 1–3    | Partizan          | 1–1     | 0–2       |
| Panathinaikos    | 2–3    | Juventus          | 1–1     | 1–2       |
| Spora Luxembourg | 2–15   | Boldklubben 1913  | 0–6     | 2–9       |
| Vasas            | 1–5    | Real Madrid       | 0–2     | 1–3       |

### First leg
| 23. august 1961 |

| Nürnberg                                          | 5–0    | Drumcondra |
| ------------------------------------------------- | ------ | ---------- |
| Müller 10' · Strehl 15', 23' · Gettinger 47', 75' | Report |            |

| Städtisches Stadium, Nürnberg Tilskuere: 30.645 Dommer: Pieter Paulus Roomer (Holland |

| 5. september 1961 |

| AS Monaco                   | 2–3    | Rangers                      |
| --------------------------- | ------ | ---------------------------- |
| Hess 61' · Douis 75' (str.) | Report | Baxter 9' · Scott 25', 85' · |

| Stade Louis II, Monaco Tilskuere: 6,024 Dommer: Daniel María Zariquiegui Izco (Spanien) |

| 6. september 1961 |

| CDNA Sofia                                  | 4–4    | Dukla Prag                                           |
| ------------------------------------------- | ------ | ---------------------------------------------------- |
| Rankov 32' · Rakarov 49' · Romanov 64', 86' | Report | Jelínek 35' · Kučera 42' · Dvořák 53' · Adamec 61' · |

| Vasil Levski National Stadium, Sofia Tilskuere: 23,000 Dommer: Bronisław Bilak (Polen) |

| 6. september 1961 |

| IFK Göteborg | 0–3    | Feyenoord                                      |
| ------------ | ------ | ---------------------------------------------- |
|              | Report | Bouwmeester 31' · Bennaars 32' · Temming 41' · |

| Nya Ullevi, Göteborg Tilskuere: 5,431 Dommer: Einar Poulsen (Danmark) |

| 6. september 1961 |

| Servette                                               | 5–0    | Hibernians |
| ------------------------------------------------------ | ------ | ---------- |
| Robbiani 2', 30' · Németh 22' · Georgy 56' (str.), 71' | Report |            |

| Charmilles Stadium, Geneve Tilskuere: 14,739 Dommer: Cesare Jonni (Italien) |

| 6. september 1961 |

| Standard Liège                | 2–1    | Fredrikstad    |
| ----------------------------- | ------ | -------------- |
| Dierendonck 5' · Paeschen 77' | Report | Pedersen 52' · |

| Stade Maurice Dufrasne, Liège Tilskuere: 23,546 Dommer: Reginald Leafe (England) |

| 6. september 1961 |

| Vasas | 0–2    | Real Madrid      |
| ----- | ------ | ---------------- |
|       | Report | Tejada 6', 26' · |

| Népstadion, Budapest Tilskuere: 90,000 Dommer: Marcel Bois (Frankrig) |

| 7. september 1961 |

| Spora Luxembourg | 0–6    | Boldklubben 1913                                                          |
| ---------------- | ------ | ------------------------------------------------------------------------- |
|                  | Report | Løfqvist 6', 36' · Bruun 38', 66' · Rasmussen 50' · Grønning-Hansen 55' · |

| Stade Municipal, Luxembourg City Tilskuere: 3,000 Dommer: Günther Ternieden (Vesttyskland) |

| 13. september 1961 |

| Górnik Zabrze                                          | 4–2    | Tottenham Hotspur       |
| ------------------------------------------------------ | ------ | ----------------------- |
| Norman 8' (sm.) · Musialek 20' · Wilczek 40' · Pol 48' | Report | Jones 70' · Dyson 73' · |

| Silesian Stadium, Chorzów Tilskuere: 55,000 Dommer: Arthur Blavier (Belgien) |

| 20. september 1961 |

| Panathinaikos    | 1–1    | Juventus   |
| ---------------- | ------ | ---------- |
| Papaemmanuil 66' | Report | Mora 45' · |

| Leoforos Alexandras Stadium, Athen Tilskuere: 23,904 Dommer: Karol Galba (Tjekkoslovakiet) |

| 21. september 1961 |

| Steaua Bucureşti | 0–0    | Austria Wien |
| ---------------- | ------ | ------------ |
|                  | Report |              |

| Stadionul 23. August, Bukarest Tilskuere: 40,000 Dommer: Konstantin Zečević (Jugoslavien) |

### Returkamp
| 12. september 1961 |

| Rangers                       | 3–2    | AS Monaco       |
| ----------------------------- | ------ | --------------- |
| Christie 47', 68' · Scott 84' | Report | Hess 18', 77' · |

| Ibrox Stadium, Glasgow Tilskuere: 67,501 Dommer: Juan Gardeazábal Garay (Spanien) |

Rangers vandt 6–4 samlet.
| 13. september 1961 |

| Drumcondra | 1–4    | Nürnberg                                 |
| ---------- | ------ | ---------------------------------------- |
| Fullam 16' | Report | Strehl 15', 47', 52' · Healy 70' (sm.) · |

| Tolka Park, Dublin Tilskuere: 10,997 Dommer: Andries van Leeuwen (Holland) |

Nürnberg vandt 9–1 samlet.
| 13. september 1961 |

| Dukla Prag                | 2–1    | CDNA Sofia   |
| ------------------------- | ------ | ------------ |
| Kučera 54' · Šafránek 70' | Report | Rankov 44' · |

| Na Litavce, Příbram Tilskuere: 13,142 Dommer: Grzegorz Placik (Polen) |

Dukla Prag vandt 6–5 samlet.
| 13. september 1961 |

| Feyenoord                                                                     | 8–2    | Gothenburg                       |
| ----------------------------------------------------------------------------- | ------ | -------------------------------- |
| Temming 3', 88' · Bennaars 9', 80' · Schouten 20' · Bouwmeester 44', 58', 59' | Report | Danielsson 68' · Johansson 70' · |

| Feijenoord Stadium, Rotterdam Tilskuere: 33,577 Dommer: Carl Jørgensen (Danmark) |

Feyenoord vandt 11–2 samlet.
| 13. september 1961 |

| Boldklubben 1913                                                                                  | 9–2    | Spora Luxembourg        |
| ------------------------------------------------------------------------------------------------- | ------ | ----------------------- |
| Andersen 34' (str.), 77' · Løfqvist 44', 59', 61', 87', 89' · Rasmussen 75' · Grønning-Hansen 80' | Report | Scheer 10' · Leer 29' · |

| Odense Stadion, Odense Tilskuere: 9,643 Dommer: Werner Treichel (Vesttyskland) |

Boldklubben 1913 vandt 15–2 samlet.
| 20. september 1961 |

| Hibernians  | 1–2    | Servette                      |
| ----------- | ------ | ----------------------------- |
| Sultana 60' | Report | Wüthrich 44' · Robbiani 78' · |

| Empire Stadium, Gżira Tilskuere: 4,853 Dommer: Gennaro Marchese (Italien) |

Servette vandt 7–1 samlet.
| 20. september 1961 |

| Fredrikstad | 0–2    | Standard Liège      |
| ----------- | ------ | ------------------- |
|             | Report | Claessen 68', 85' · |

| Bislett Stadion, Oslo Tilskuere: 25,074 Dommer: Ken Aston (England) |

Standard Liège vandt 4–1 samlet.
| 20. september 1961 |

| Real Madrid                      | 3–1    | Vasas       |
| -------------------------------- | ------ | ----------- |
| Di Stéfano 12', 57' · Tejada 90' | Report | Pál I 10' · |

| Santiago Bernabéu Stadium, Madrid Tilskuere: 70,000 Dommer: Maurice Guigue (Frankrig) |

Real Madrid vandt 5–1 samlet.
| 20. september 1961 |

| Tottenham Hotspur                                                                      | 8–1    | Górnik Zabrze |
| -------------------------------------------------------------------------------------- | ------ | ------------- |
| Blanchflower 10' (str.) · Jones 20', 26', 36' · Smith 38', 71' · Dyson 79' · White 90' | Report | Pol 28' ·     |

| White Hart Lane, London Tilskuere: 56,737 Dommer: Lucien Van Nuffel (Belgien) |

Tottenham Hotspur vandt 10–5 samlet.
| 20. september 1961 |

| Partizan                    | 2–0    | Sporting CP |
| --------------------------- | ------ | ----------- |
| Radović 18' · Vislavski 87' | Report |             |

| JNA Stadium, Beograd Tilskuere: 19,755 Dommer: Daniel Mellet (Schweiz) |

Partizan vandt 3–1 samlet.
| 27. september 1961 |

| Juventus                 | 2–1    | Panathinaikos        |
| ------------------------ | ------ | -------------------- |
| Nicolè 20' · Rossano 26' | Report | Holevas 62' (str.) · |

| Stadio Comunale, Torino Tilskuere: 19,452 Dommer: Alois Obtulovic (Tjekkoslovakiet) |

Juventus vandt 3–2 samlet.
| 28. september 1961 |

| Austria Wien                 | 2–0    | Steaua Bucureşti |
| ---------------------------- | ------ | ---------------- |
| Stotz 38' (str.) · Nemec 41' | Report |                  |

| Praterstadion, Wien Tilskuere: 38,490 Dommer: Branko Tesanić (Jugoslavien) |

Austria Wien vandt 2–0 samlet.

## Første runde
| Hold 1           | Samlet | Hold 2            | 1. kamp | 2. kamp |
| ---------------- | ------ | ----------------- | ------- | ------- |
| Fenerbahçe       | 1–3    | Nürnberg          | 1–2     | 0–1     |
| Austria Wien     | 2–6    | Benfica           | 1–1     | 1–5     |
| Servette         | 4–5    | Dukla Prag        | 4–3     | 0–2     |
| Feyenoord        | 2–4    | Tottenham Hotspur | 1–3     | 1–1     |
| Boldklubben 1913 | 0–12   | Real Madrid       | 0–3     | 0–9     |
| FK Partizan      | 1–7    | Juventus          | 1–2     | 0–5     |
| Standard Liège   | 7–1    | Haka              | 5–1     | 2–0     |
| Vorwärts Berlin  | 2–6    | Rangers           | 1–2     | 1–4     |

## Kvartfinalerne
| Hold 1         | Samlet | Hold 2            | 1. kamp | 2. kamp |
| -------------- | ------ | ----------------- | ------- | ------- |
| Nürnberg       | 3–7    | Benfica           | 3–1     | 0–6     |
| Dukla Prag     | 2–4    | Tottenham Hotspur | 1–0     | 1–4     |
| Juventus       | 1–1    | Real Madrid       | 0–1     | 1–0     |
| Standard Liège | 4–3    | Rangers           | 4–1     | 0–2     |

## Semifinaler
| Hold 1      | Samlet | Hold 2            | 1. kamp | 2. kamp |
| ----------- | ------ | ----------------- | ------- | ------- |
| Benfica     | 4–3    | Tottenham Hotspur | 3–1     | 1–2     |
| Real Madrid | 6–0    | Standard Liège    | 4–0     | 2–0     |

## Finale
| 2. maj 1962 19:30 |

| Benfica                                                      | 5 – 3   | Real Madrid            |
| ------------------------------------------------------------ | ------- | ---------------------- |
| Águas 25' · Cavém 33' · Coluna 50' · Eusébio 64' (str.), 69' | Rapport | 18', 23', 39' Puskás · |

| Olympisch Stadion, Amsterdam Tilskuere: 61.257 Dommer: Leo Horn (Holland) |